# آدولف کلپینگ
آدولف کلپینگ (انگلیسی: Adolph Kolping؛ ۸ دسامبر ۱۸۱۳ – ۴ دسامبر ۱۸۶۵) یک قدیس مسیحی اهل آلمان بود.